# قشلاق حاج الماس‌خان
قشلاق حاج الماس‌خان یک منطقهٔ مسکونی در ایران است که در بخش اسلام‌آباد واقع شده‌است. قشلاق حاج الماس‌خان ۱۹۷ نفر جمعیت دارد.